# Chicago Concert
Chicago Concert è un album live di Gene Ammons e James Moody, pubblicato dalla Prestige Records nel 1973. I brani furono registrati dal vivo il 21 novembre 1971 al North Park Hotel di Chicago, Illinois (Stati Uniti).

## Tracce
Lato A
1. Just in Time – 6:45 (Adolph Green, Betty Comden, Jule Styne)
2. Work Song – 8:12 (Nat Adderley)
3. Have You Met Miss Jones? – 6:30 (Richard Rodgers, Lorenz Hart)

Lato B
1. Jim-Jam-Jug – 8:15 (Gene Ammons)
2. I'll Close My Eyes – 4:55 (Billy Reid, Buddy Kaye)
3. C-Jam Blues – 5:00 (Duke Ellington, Barney Bigard)

Edizione CD del 2003, pubblicato dalla Original Jazz Classics Records OJCCD 1091-2
1. Just in Time – 6:49 (Betty Comden, Adolph Green, Jule Styne)
2. Work Song – 8:11 (Nat Adderley)
3. Have You Met Miss Jones? – 6:32 (Lorenz Hart, Richard Rodgers)
4. Jim-Jam-Jug – 8:17 (Gene Ammons)
5. I'll Close My Eyes – 4:56 (Buddy Kaye, Billy Reid)
6. C Jam Blues – 5:04 (Barney Bigard, Duke Ellington)
7. Yardbird Suite – 14:06 (Charlie Parker) – Bonus Track[3]

## Musicisti
- Gene Ammons - sassofono tenore
- James Moody - sassofono tenore
- Jodie Christian - pianoforte
- Cleveland Eaton - contrabbasso
- Marshall Thompson - batteria